# Airy-0

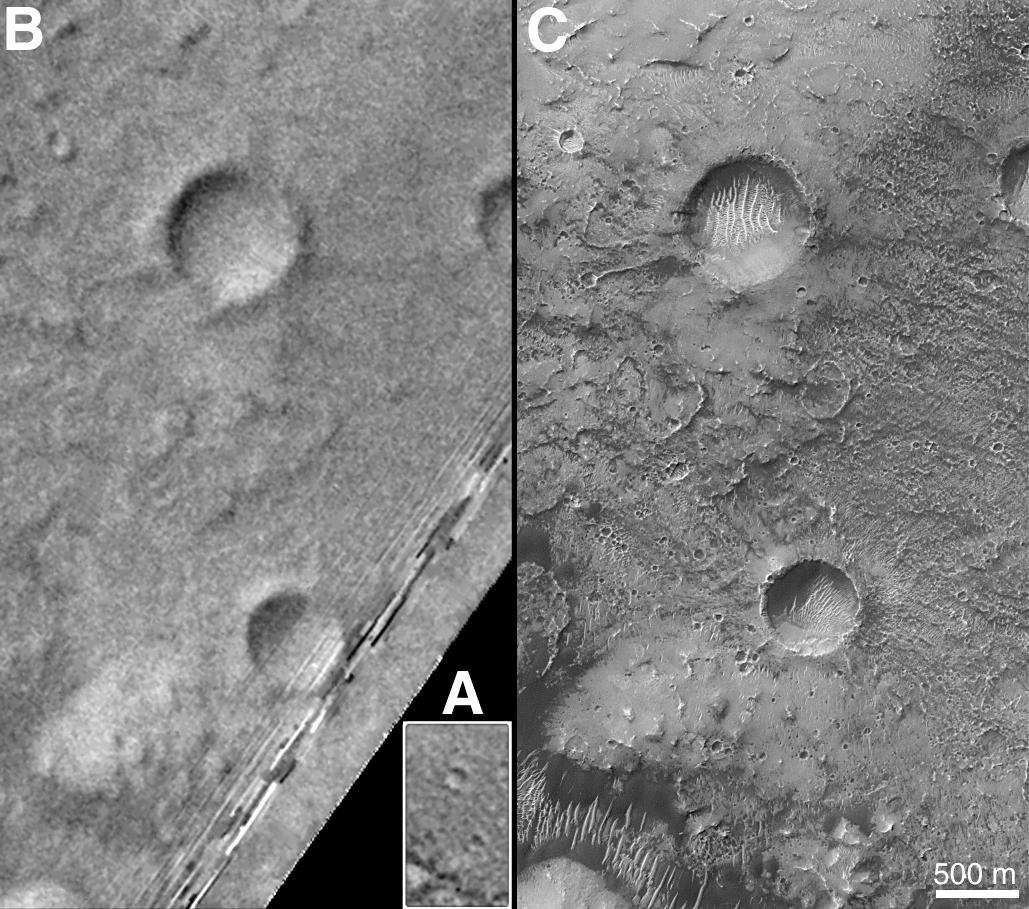
Tres imágenes de Airy-0 tomadas por las misiones Mariner 9 (A), Viking 1 (B) y Mars Global Surveyor (C). Airy-0 es el cráter más grande, visible en la mitad superior de cada imagen.

Airy-0 es un cráter ubicado en la superficie del planeta Marte, cuya localización define la posición del meridiano cero marciano. Airy-0 tiene un diámetro de aproximadamente 0,5 km, y se encuentra ubicado dentro del cráter más grande de Airy, en la región conocida como Sinus Meridiani.
El cráter Airy-0 fue nombrado así en honor del astrónomo británico Sir George Biddell Airy (1801-1892), que en 1850 construyó el telescopio "círculo de tránsitos" en Greenwich. La localización de dicho telescopio fue subsecuentemente elegida para definir la localización del meridiano cero terrestre.
La selección de este cráter como meridiano cero marciano fue tomada por Merton Davies en 1969 basado en fotografías de las misiones Mariner 6 y Mariner 7.